# إغنيس إسترهازي
إغنيس إسترهازي (بالألمانية: Agnes Esterházy)‏ هي ممثلة نمساوية، ولدت في 15 يناير 1891 في كلوج نابوكا في رومانيا، وتوفيت في 4 أبريل 1956 في ميونخ في ألمانيا.

## وصلات خارجية
- إغنيس إسترهازي على موقع IMDb (الإنجليزية)
- إغنيس إسترهازي على موقع ألو سيني (الفرنسية)
- إغنيس إسترهازي على موقع قاعدة بيانات الأفلام السويدية (السويدية)
- إغنيس إسترهازي على موقع قاعدة بيانات الفيلم (الإنجليزية)